# Golfo de Asinara
El golfo de Asinara es una amplia ensenada situada en la zona noroccidental de la costa de Cerdeña, abierta al noreste, con una boca de unos 35 km que va desde la isla de Asinara, al norte, al cabo Falcone, al oeste, y prosigue en dirección noreste hasta la pequeña localidad de Castelsardo. 
A las costas del golfo dan las comunas Stintino, Porto Torres, Sassari, Sorso, Valledoria y Badesi, todas pertenecientes a la provincia de Sassari.

Vista del golfo

- Datos: Q1489871
- Multimedia: Gulf of Asinara / Q1489871